# Wyznaniowa forma zawarcia małżeństwa
Uzasadnienie:  Pojęcie to zawiera się z zakresie pojęcia ślubu, oraz treść częściowo się pokrywa
Wyznaniowa forma zawarcia małżeństwa – forma zawarcia związku małżeńskiego, alternatywna wobec formy cywilnej (dokonywanej w obecności przedstawiciela urzędu). Małżeństwo wyznaniowe zostaje zawarte, gdy mężczyzna i kobieta zawierając związek małżeński podlegający prawu wewnętrznemu kościoła lub innego związku wyznaniowego w obecności duchownego oświadczą wolę jednoczesnego zawarcia małżeństwa podlegającego prawu. Wyznaniowa forma zawarcia małżeństwa jest połączeniem ślubu cywilnego i ceremonii religijnych. 
Forma zawarcia małżeństwa zawsze podlega prawu państwa, w którym jest ono zawierane. Wśród systemów prawnych spotkać można systemy uznające wyłącznie cywilną formę zawarcia małżeństwa (np. Francja, Niemcy, Austria, Belgia, Holandia, Luksemburg, Białoruś, Ukraina, Peru, Turcja, Chile), albo wyłącznie formę wyznaniową (np. Grecja, Hiszpania, Liechtenstein, Izrael, Irak, Quebec). Istnieją również państwa uznające formę religijną i cywilną za równorzędne lub alternatywne (np. Włochy, Brazylia, Portugalia, Słowacja, Litwa, Wspólnota Narodów, państwa skandynawskie). Z reguły, bez względu na wyznanie i przynależność do kościoła osoby chcące zawrzeć prawnie legalny związek małżeński powinny spełnić wszelkie wymogi ustanowione przez ustawodawstwo kraju, w którym owo małżeństwo jest zawierane.

## Unia Europejska
Unia Europejska charakteryzuje się znacznym pluralizmem religijnym, co ma związek m.in. z przyjmowaniem do unijnych struktur nowych krajów, a to sprawia, że  relacje między państwem a kościołami w krajach członkowskich są zróżnicowane. W Europie od wielu lat toczą się dyskusje na temat wolności religijnej i pozycji prawnej kościołów oraz wspólnot wyznaniowych w państwach członkowskich, a także odrębności ich wewnętrznych struktur. W 1997 r. Rada Europejska uchwaliła klauzulę o kościołach i wspólnotach religijnych, która brzmiała następująco „Unia przestrzega statusu, jakim cieszą się Kościoły oraz stowarzyszenia i wspólnoty religijne w państwach członkowskich odpowiednio do ich przepisów prawnych, tak, aby nie zostały one naruszone”. Oznaczało to, że UE jest neutralna światopoglądowo i religijnie, zaakceptowała fakt, że w poszczególnych krajach członkowskich ukształtowały się różne modele stosunków między kościołem a państwem, a także uwzględniła zróżnicowania historyczne i kulturowe państw prawa, jakie tworzą kraje członkowskie. Wyznaniowa forma zawarcia małżeństwa w UE będzie miała skutki cywilne, jeżeli zostaną spełnione wymogi obowiązujące w danym państwie członkowskim. 

## Polska

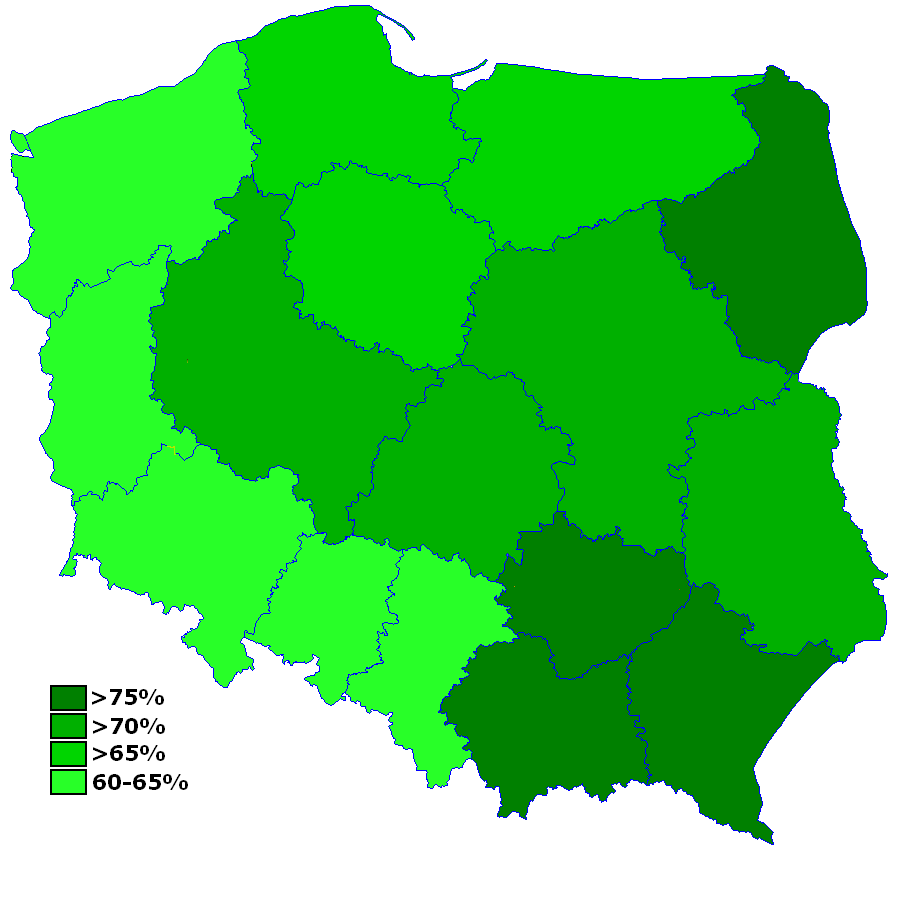
Procent małżeństw zawartych w formie wyznaniowej w stosunku do wszystkich małżeństw zawartych w 2006 roku

### Sytuacja prawna
Zgodnie z prawem w Polsce związki wyznaniowe w Polsce mogą korzystać z przysługujących im praw zgodnie z zasadą równouprawnienia bez względu na formę uregulowania ich sytuacji prawnej. Do katalogu przysługujących związkom wyznaniowym praw należy zaliczyć prawo do procedowania przy zawarciu małżeństwa zgodnie z prawem wewnętrznym związków wyznaniowych, które po spełnieniu dodatkowych kryteriów wywrze skutki cywilne. Korzystanie z tego prawa powinno być zgodne z konstytucyjną zasadą równouprawnienia związków wyznaniowych. W obecnym stanie prawnym uprawnienie to może przysługiwać jedynie tym związkom wyznaniowym, których sytuacja prawna uregulowana jest w oparciu o umowę międzynarodową lub odrębną ustawę.
Zgodnie z postanowieniami Konkordatu z 1993 roku, ratyfikowanego w 1998 roku, małżeństwo podlegające prawu polskiemu może być także zawarte w formie konkordatowej, tzn. stosunek małżeństwa podlegający prawu polskiemu może powstać wskutek zajścia złożonego stanu faktycznego, który obejmuje trzy elementy: 
1. zawarcie przez kobietę i mężczyznę związku małżeńskiego podlegającego prawu wewnętrznemu kościoła albo innego związku wyznaniowego;
2. oświadczenie przez nupturientów w obecności duchownego woli jednoczesnego zawarcia małżeństwa podlegającego prawu polskiemu, gdy przewiduje to ratyfikowana umowa międzynarodowa albo ustawa regulująca stosunki między Państwem a Kościołem (związkiem wyznaniowym);
3. sporządzenie aktu małżeństwa przez kierownika USC pod warunkiem przekazania do USC w zawitym terminie 5 dni zaświadczenia stwierdzającego złożenie w obecności duchownego oświadczeń wyrażających wolę zawarcia małżeństwa podlegającego prawu polskiemu[5].

Zawarcie małżeństwa w formie wyznaniowej wymaga spełnienia większej liczby przesłanek niż zawarcie małżeństwa w formie cywilnej. Identyczne są trzy przesłanki:  
1. różnorodność płci nupturientów,
2. jednoczesna obecność nupturientów w chwili składania oświadczeń o wstąpieniu w związek małżeński,
3. zgodność ich oświadczeń wyrażających wolę zawarcia małżeństwa z partnerem[5].

### Podmioty, na forum których można zawrzeć małżeństwo w formie wyznaniowej
Prawo procedowania zawarcia małżeństwa w formie wyznaniowej w Polsce posiada, na podstawie ustaw indywidualnie regulujących ich działalność, 11 związków wyznaniowych (10 kościołów i 1 inny związek wyznaniowy).
Związki wyznaniowe, w których można zawrzeć małżeństwo w formie wyznaniowej, to:
1. Kościół katolicki, w tym: rzymskokatolicki, greckokatolicki, neounicki, ormiański
2. Polski Autokefaliczny Kościół Prawosławny
3. Kościół Ewangelicko-Augsburski w RP
4. Kościół Ewangelicko-Reformowany w RP
5. Kościół Ewangelicko-Metodystyczny w RP
6. Kościół Chrześcijan Baptystów w RP
7. Kościół Adwentystów Dnia Siódmego w RP
8. Kościół Polskokatolicki w RP
9. Gminy wyznaniowe żydowskie w RP
10. Kościół Starokatolicki Mariawitów w RP
11. Kościół Zielonoświątkowy w RP[7].

Cztery związki wyznaniowe działające w Polsce nie mają prawa do procedowania zawarcia małżeństwa w formie wyznaniowej, mimo iż posiadają ustawę indywidualną, są to: Muzułmański Związek Religijny, Karaimski Związek Religijny, Kościół Katolicki Mariawitów oraz Wschodni Kościół Staroobrzędowy.
Brak możliwości procedowania zawarcia cywilnego związku małżeńskiego na forum części kościołów i innych związków wyznaniowych jest krytykowana w doktrynie prawa wyznaniowego jako naruszenie konstytucyjnej normy równouprawnienia związków wyznaniowych (art. 25 ust. 1 Konstytucji RP). W opinii prof. Michała Pietrzaka „Przyjęta zasada swobodnego uznania przy nadawaniu przez władze państwowe tego uprawnienia narusza konstytucyjną zasadę równouprawnienia kościołów i związków wyznaniowych, a w konsekwencji – i ich członków (art. 25 ust. 1 i art. 32).”.

### Kościół rzymskokatolicki

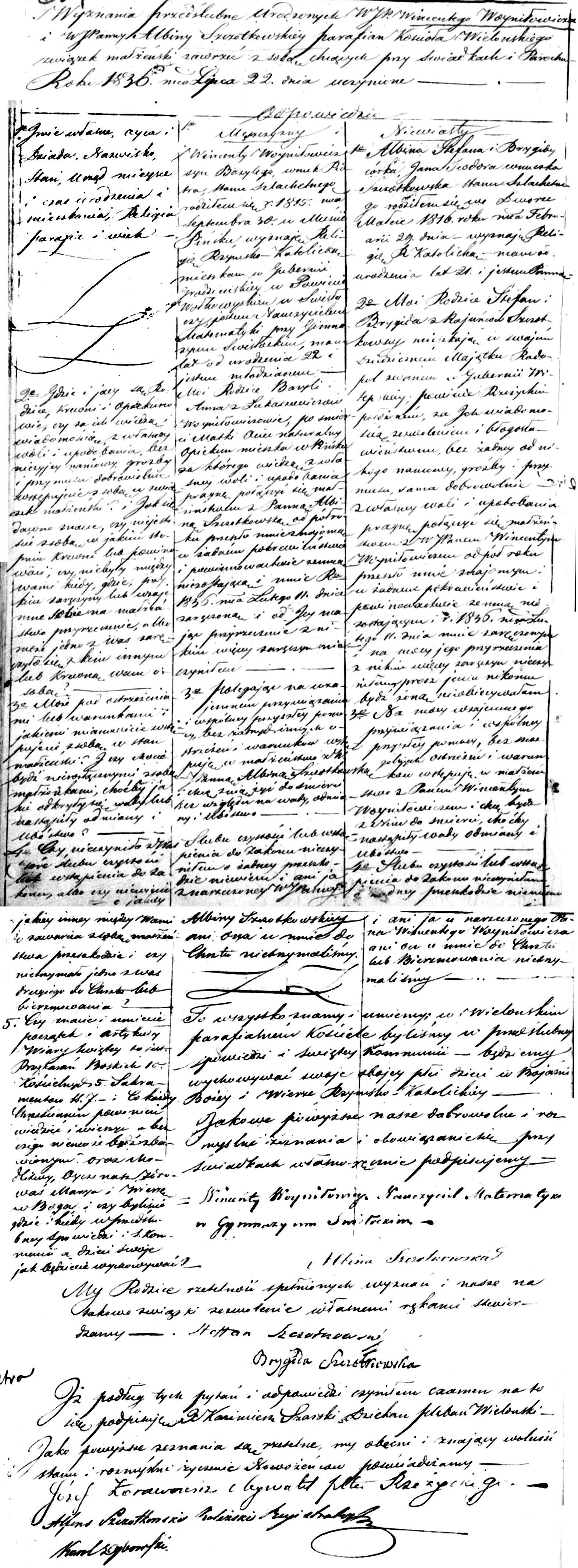
Wyznanie przedślubne (protokół przedślubny) sporządzone w roku 1836

#### Przygotowania
Przygotowania do ślubu należy rozpocząć co najmniej na 6 miesięcy przed wybraną datą ślubu. Narzeczeni ustalają wspólnie datę ślubu, zgłaszają się do kancelarii parafialnej i od tego momentu rozpoczyna się procedura. Trzy miesiące przed datą zawarcia związku narzeczeni zgłaszają się do kancelarii parafialnej parafii, w której chcą zawrzeć małżeństwo, z następującymi dokumentami:
- świadectwo bierzmowania (nieobowiązkowo)
- świadectwo chrztu (oba wystawione nie dawniej niż trzy miesiące przed wizytą w kancelarii)
- zaświadczenie o ukończeniu kursu przedmałżeńskiego
- dowody osobiste
- dane świadków.

Po dostarczeniu wyżej wymienionych dokumentów urzędnik kościelny kancelarii parafialnej sporządza tzw. protokół przedślubny oraz zapisze tzw. zapowiedzi. Przez dwa tygodnie w parafiach obojga przyszłych małżonków zostają wygłoszone zapowiedzi zawarcia przez nich związku małżeństwa. Trzy miesiące przed uroczystością należy uzyskać z urzędu stanu cywilnego zaświadczenie o braku okoliczności wykluczających zawarcie małżeństwa. W tym celu należy zgłosić się do USC z dowodami i skróconymi odpisami aktów urodzenia. Akt ślubu spisuje tydzień przed ślubem. Aby tego dokonać należy dostarczyć do kancelarii parafialnej kilka niezbędnych dokumentów:
- zaświadczenie o odczytaniu w rodzimych parafiach narzeczonych zapowiedzi o planowanym ślubie
- potwierdzenie o odbyciu nauk przedmałżeńskich i spotkań w poradni rodzinnej
- dowody osobiste,
- zaświadczenie z USC o braku okoliczności wykluczających zawarcie małżeństwa.

Narzeczeni mogą sobie sami wybrać parafię, w której będą chcieli zawrzeć związek małżeński. Jeżeli podejmą decyzję, że ślub nie będzie zawierany ani w parafii panny młodej, ani pana młodego, to po zapowiedziach narzeczeni otrzymują tzw. licencję. Dokument należy dostarczyć do parafii, w której odbędzie się ślub.
Tuż przed samą ceremonią wymagane są zaświadczenia o dwóch spowiedziach, odbytych po spisaniu protokołu oraz na dzień przed ślubem. Ostatnim dokumentem potrzebnym do wzięcia ślubu jest podpisywana w dniu ślubu zgoda na skutki cywilnoprawne małżeństwa zawartego w formie wyznaniowej. Narzeczeni, składając podpisy, potwierdzają wolę wywarcia skutków cywilnych małżeństwa kanonicznego. Dokument podpisują także świadkowie. Po 10 dniach od daty zawarcia związku małżeńskiego otrzymuje się w USC odpisy skróconych aktów małżeństwa. Na tym kończy się procedura.

#### Przebieg ceremonii
W uroczystym dniu ślubu państwo młodzi oraz świadkowie składają podpisy w odpowiednich miejscach zaświadczenia o zawarciu małżeństwa, na trzech egzemplarzach, które podpisuje również kapłan lub diakon błogosławiący związek.
Po homilii następuje obrzęd zawarcia małżeństwa. Wszyscy wstają, a narzeczeni zbliżają się do ołtarza i stają przed kapłanem, który zwracając się do nich po imieniu zadaje im następujące pytania: 
(Imię i imię) czy chcecie dobrowolnie i bez żadnego przymusu zawrzeć związek małżeński?
Narzeczeni odpowiadają: Chcemy.
Czy chcecie wytrwać w tym związku w zdrowiu i chorobie, w dobrej i złej doli, aż do końca życia? 
Narzeczeni: Chcemy.
Czy chcecie z miłością przyjąć i po katolicku wychować potomstwo, którym was Bóg obdarzy? 
Narzeczeni: Chcemy.
Następnie wszyscy zebrani śpiewają stojąc hymn do Ducha Świętego O Stworzycielu Duchu, przyjdź, prosząc Ducha Świętego o dary i łaski konieczne w małżeństwie.
W chwili zawierania małżeństwa narzeczeni zwracają się do siebie i podają sobie prawe dłonie, a kapłan wiąże je końcem stuły.
Narzeczeni powtarzają teraz kolejno za kapłanem:
Ja (imię) biorę ciebie (imię) za żonę (męża) i ślubuję ci miłość, wierność i uczciwość małżeńską, oraz że cię nie opuszczę aż do śmierci. Tak mi dopomóż, Panie Boże Wszechmogący, w Trójcy Jedyny i wszyscy Święci.
Następnie kapłan lub diakon błogosławi nowożeńców słowami: Co Bóg złączył człowiek niech nie rozdziela. Małżeństwo przez Was zawarte ja, powagą Kościoła Katolickiego, potwierdzam i błogosławię, w imię Ojca, i Syna, i Ducha Świętego.
Na koniec obrzędu nowożeńcy wręczają sobie nawzajem obrączki mówiąc: (imię), przyjmij tę obrączkę na znak mojej miłości i wierności, w imię Ojca, i Syna, i Ducha Świętego.

### Kościół Ewangelicko-Augsburski

#### Przygotowania
Aby zawrzeć ślub w Kościele Ewangelicko-Augsburskim należy osobiście stawić do USC w celu pobrania stosownych dokumentów stwierdzających brak okoliczności wyłączających zawarcie małżeństwa. Ważność zaświadczenia upływa po 6 miesiącach.
Pozyskane w USC dokumenty należy dostarczyć do kancelarii parafialnej. W dniu ślubu państwo młodzi oraz świadkowie podpisują się na wszystkich 3 egzemplarzach. Jeden z tych dokumentów otrzymują od razu w dniu ślubu. Pozostałe dwa pozostają w parafii. Następnie jeden egzemplarz jest przekazywany przez proboszcza miejsca zawarcia ślubu do USC, a jeden zostaje dołączony do dokumentów parafialnych. Na tej podstawie USC wystawia odpis aktu zawarcia małżeństwa.
Dokumenty kościelne, które należy złożyć w kancelarii parafialnej to skrócone odpisy aktów chrztu (niezależnie od wyznania).
Małżeństwo zostaje zawarte w obecności dwóch pełnoletnich świadków, którzy przed zawarciem ślubu podają swoje podstawowe dane. Świadkowie nie muszą być wyznania ewangelickiego.
Zapowiedzi w parafii odbywają się w czasie nabożeństwa poprzedzającego ślub. Jeżeli narzeczony/a spoza parafii życzy sobie, aby i w jego/jej parafii ogłosić zapowiedzi, należy to zgłosić podczas spisywania danych (parafie porozumieją się między sobą). 
Zawarcie małżeństwa poprzedzone jest kilkoma spotkaniami z duchownym, których celem jest pogłębianie znajomości biblijnej nauki o świętości i trwałości małżeństwa i rodziny.

## Ustanie małżeństwa cywilnego zawartego w formie wyznaniowej
Małżeństwo cywilne zawarte w formie wyznaniowej ustaje przy zaistnieniu takich samych przesłanek jak małżeństwo zawarte w formie świeckiej. Może być także rozwiązane przez rozwód.